# Pistes et routes historiques aux États-Unis
Il y a beaucoup de pistes et routes historiques aux États-Unis qui sont importantes pour la colonisation et le développement des États-Unis, y compris celles utilisées par les indiens d'Amérique.
Les listes ci-dessous comprennent uniquement les routes en usage avant la création du système autoroutier américain (American Highway System) en 1926. Beaucoup plus d'itinéraires locaux sont présentés aux entrées de la ville concernée.

## Routes des colonies
- Albany Post Road de Bowling Green (New York) vers Albany, appelés « Broadway » sur le longue portions ;
- Boston Post Road or King's Highway, premier voyage pour Post Road 1er janvier 1673[1].
- Bozeman Trail de Virginia City, Montana vers le centre du Wyoming
- California Road établie en 1849, de fort Smith, an Arkansas vers la Californie
- California Trail du Missouri vers la Californie.
- Carolina Road de Roanoke, en Virginie sur la Great Wagon Road par Piedmont vers Augusta, en Géorgie.
- Cherokee Trail le long de la rivière Arkansas du territoire indien vers le Wyoming.
- Coushatta-Nacogdoches Trace (ou Natchitoches)
- El Camino Real (Californie)
- El Camino Real de Tierra Adentro
- El Camino Viejo
- Farm Highway achevé en 1696, de Boston Post Road Stratford, en Connecticut jusqu'à Nichols, au Connecticut[2].
- Federal Road (terres Cherokees) d'Athens, en Géorgie jusqu'à Chattanooga et Knoxville, au Tennessee
- Federal Road (terres Creeks) du fort Wilkinson (à proximité de Milledgeville, en Géorgie jusqu'au fort Stoddert (à proximité de Mobile, en Alabama)
- Forbes Road créée en 1759, du fort Pitt, en Pennsylvanie jusqu'au fort Bedford, en Pennsylvanie
- Gaines Trace dans le territoire du Mississippi de Muscle Shoals sur la rivière Tennessee jusqu'à Cotton Gin Port sur le haut de la rivière Tombigbee et jusqu'au Fort Stoddert sur le bas de la Tombigbee
- Great Wagon Road (Pennsylvania Wagon Road) de la Pennsylvanie jusqu'à la Géorgie
- Jackson's Military Road de Nashville jusqu'à La Nouvelle-Orléans
- Kittanning Path de Frankstown, en Pennsylvanie dans les Alleghenys jusqu'à Kittanning, en Pennsylvanie
- Mormon Trail
- Mullan Road de fort Benton, au Montana jusqu'à Walla Walla, Washington
- Natchez Trace
- National Road (Cumberland Road)
- Oregon Trail
- Old Spanish Trail de Santa Fe, au Nouveau-Mexique vers le sud de la Californie
- Old Wire Road, de St. Louis, au Missouri jusqu'au fort Smith, en Arkansas
- Ozark Trail
- Salt Lake Road de Salt Lake City jusqu'à la Californie du Sud
- San Antonio-El Paso Road
- Santa Fe Trail
- Siskiyou Trail
- Southern Emigrant Trail
- Southwest Trail, de St. Louis, au Missouri jusqu'à Texarkana, Texas
- Stockton - Los Angeles Road
- Wilderness Road (Wilderness Trail) reconnue par Daniel Boone de la vallée de la Shenandoah Valley par le Cumberland Gap jusqu'à la rivière Ohio

## Routes indiennes
- Catawba Path
- Coushatta Trace
- Coushatta-Nacogdoches Trace
- Great Warrior Road
- Natchitoches Trace, de la rivière Missourid jusqu'à l'embouchure à Natchitoches, Louisiane
- Tuscarora Path

## Routes des courriers et des passagers
- San Antonio-San Diego Mail Line (1857-1861) de San Antonio, Texas à San Diego, en Californie
- Butterfield Overland Stage Road (1858-1861) de St. Louis, dans le Missouri jusqu'à San Francisco, en Californie
- Pony Express Route (1860-1862) de Saint Joseph, dans le Missouri jusqu'à Sacramento, en Californie
- Central Overland Route (1861-1869)

## Cols et passes
- Apache Pass
- Cumberland Gap
- Cooke's Pass, Massacre Canyon
- Dead Mans Pass
- Delaware Water Gap
- Donner Pass
- Glorieta Pass
- King's Highway (de Charleston à Boston)
- Kittanning Gap
- Lemhi Pass
- Lolo Pass
- Monida Pass
- Raton Pass
- South Pass
- Warner Pass

## Routes secondaires
- San Antonio Trace
- Trammel's Trace
- Phillip Nolan's Trace

## Piste du bétail
- Abilene Trail
- Chisholm Trail
- Goodnight-Loving Trail
- Texas Road (Shawnee Trail)
- Western Cattle Trail
- Western Trail (Dodge City ou Ogallala Trail)

## Premières routes pour voitures
Le mouvement des bonnes routes est créé lors de la période agitée de mai 1860 pour obtenir l'amélioration des routes pour les cyclistes. Au tournant du 20e siècle, l'intérêt pour le vélo commence à décliner face à l'augmentation de l'intérêt pour les véhicules automobiles. En 1913, l'assocation Lincoln Highway est créée pour organiser et promouvoir et passer un contrat pour une route appropriée aux automobiles à l'aide des routes existantes, de Times Square dans la Ville de New York jusqu'à San Francisco, en Californie. Cela est un succès et est suivie par le développement des voies automobiles au travers de l'Amérique du Nord. La plupart d'entre elles sont ensuite converties en autoroutes numérotées.